# Elberfelder Verschönerungsverein

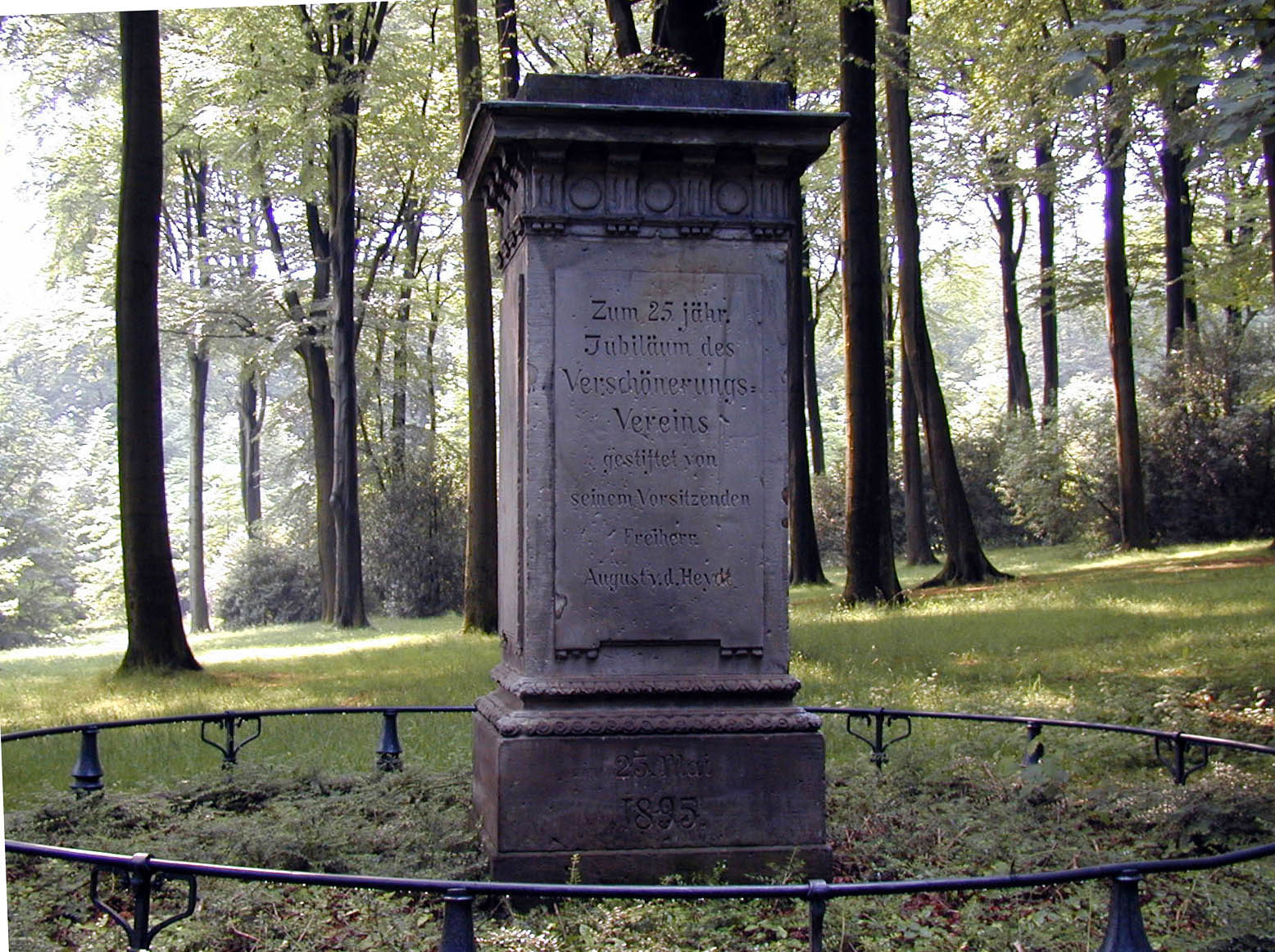
Gedenkstein zum 25-jährigen Jubiläum des Elberfelder Verschönerungsvereins im Mirker Hain

Der Elberfelder Verschönerungsverein ist ein 1870 gegründeter Verschönerungsverein der damals eigenständigen Großstadt Elberfeld, heute Stadtteil von Wuppertal. Der Verein war hauptverantwortlich für die Gestaltung der Hardtanlagen, einen der ältesten Landschaftsparks in Deutschland. Auch die Parks Friedenshöhe, Friedrichsberg, Mirker Hain und Nützenbergpark legte der Verein an und betreute sie.

## Geschichte
Gründungsvorstand des 1870 gegründeten Vereins war Gustav Platzhoff. Langjährige Vorsitzende waren August Freiherr von der Heydt (1882–1920) und Rudolf von Baum.
Ziel des Vereins war es, einige Wälder und Freiflächen für die Erholung der Bevölkerung zu erhalten. Dazu setzten sie große finanzielle Mittel ein, um Grundstücke aufzukaufen und diese dadurch der Spekulation zu entziehen. 1880 wurde in einem  Vertrag mit der Stadt Elberfeld festgelegt, dass die Grundstückspolitik in Übereinstimmung mit der Politik der Stadt erfolgen soll. 1895 wurde auch erstmals ein eigener Gärtner eingestellt, der die Anlagen des Verschönerungsvereins beaufsichtigte.
In den Jahren der Wirtschaftskrise nach dem Ersten Weltkrieg verringerte sich die Bedeutung des Vereins. Nach dem Zweiten Weltkrieg gelang es ihm nicht, an seine frühere Bedeutung anzuknüpfen. 1953 löste sich der Verein auf.